# Samuel Goldwyn Studio

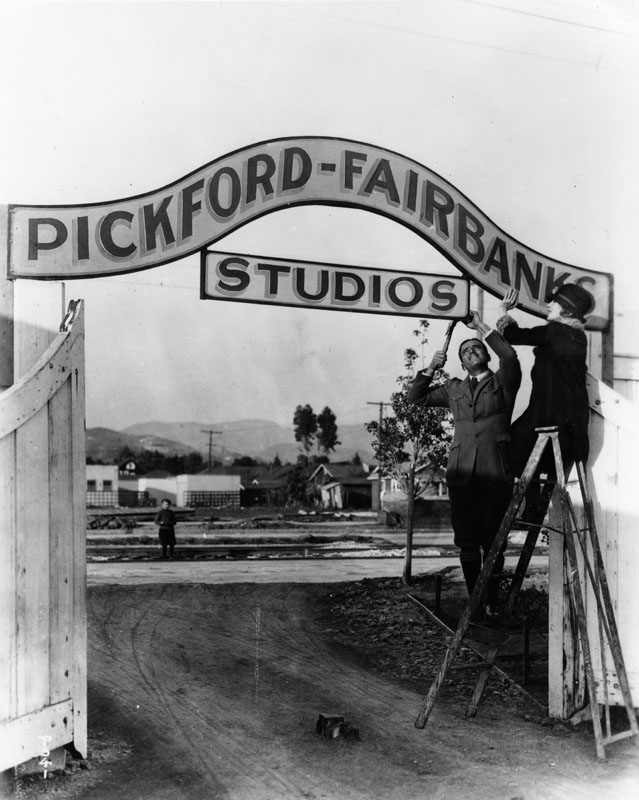
Mary Pickford e Douglas Fairbanks appendono i cartelli all'ingresso dei loro studi Pickford-Fairbanks a Hollywood

Samuel Goldwyn Studio era il nome con cui Samuel Goldwyn chiamava il lotto situato all'angolo tra Formosa Avenue e Santa Monica Boulevard a West Hollywood, California, in cui avevano la sede gli uffici e gli stage che la sua compagnia, la Samuel Goldwyn Productions, aveva affittato lì negli anni '20 e '30. In vari periodi, la location è stata anche chiamata Pickford–Fairbanks Studios, United Artists Studio, Warner Hollywood Studios e, dal 1999, The Lot at Formosa soprannome con il quale venivano indicati.

## Storia
Controllato e fondato nel 1918 dal produttore indipendente Jesse D. Hampton, il sito fu acquisito da Mary Pickford e Douglas Fairbanks e soprannominato Pickford-Fairbanks Studios nel 1919. Successivamente, nel 1928, venne rinominato United Artists Studio, poiché veniva utilizzato da diversi produttori indipendenti, tra cui Samuel Goldwyn, che distribuiva i suoi lavori tramite la United Artists. Sebbene Goldwyn non avesse la proprietà del terreno, lui e Joseph Schenck costruirono molte strutture sul lotto.
Schenck lasciò la United Artists nel 1935, lasciando la sua quota a Goldwyn, e Fairbanks morì nel 1939, lasciando invece la sua quota a Pickford. Quando Goldwyn lasciò la United Artists nel 1940, cercò di rinominare il complesso in Samuel Goldwyn Studio. Pickford e Goldwyn si contesero il nome e la proprietà del sito finché un tribunale non ordinò che il lotto venisse messo all'asta nel 1955.
James Mulvey, il confidente più fidato di Goldwyn e presidente della Samuel Goldwyn Inc., superò l'offerta di Pickford per l'acquisto della proprietà e, il lotto divenne così ufficialmente il Samuel Goldwyn Studio rimando tale fino a quando la Warner Bros. acquistò il sito nel 1980, chiamandolo Warner Hollywood Studios.
La Warner Bros. vendette la proprietà nel 1999 e il nome fu ufficialmente cambiato nel suo soprannome, The Lot at Formosa. Nel 2012 i nuovi proprietari demolirono diversi edifici risalenti all'epoca di Pickford e Goldwyn sostituendoli con nuovi edifici.

## Premi
Il reparto sonoro dello studio è stato premiato con l'Oscar per il miglior sonoro per il film La calda notte dell'ispettore Tibbs (1967).